# Kaspar II. Winzerer
Kaspar II. Winzerer († 1515) war Pfleger zu Tölz und Herr zu Sachsenkam.

## Leben
Er war der Sohn des Pflegers Kaspar I. Winzerer, der nach 1453 von Herzog Albrecht III. von Bayern als Pfleger nach Tölz geschickt worden war. Sein Sohn war der Pfleger Kaspar III. Winzerer (1465–1542) zu Tölz.
Winzerer war Lehnsherr der Hofmark Sachsenkam (Oberbayern) (etwa ab 1480) und Rentmeister in Straubing (Niederbayern). Im Jahr 1485 ließ er in Tölz in der Marktstraße 59 seinen Dienstsitz, das „Pflegerhaus“, bauen. Häufig wurde er von Herzog Albrecht IV. von Bayern mit Staatsgeschäften beauftragt.